# O Dia (Teresina)
O Dia é um jornal brasileiro fundado em 1 de fevereiro de 1951, circula na cidade de Teresina, capital do Piauí. Pertence ao Sistema O Dia de Comunicação, que também controla a O Dia TV, e a rádio FM O Dia.
O jornal O Dia tem como característica explorar assuntos relacionados à política e as manchetes e chamadas de capa geralmente estão direcionadas às questões locais de grande repercussão.

## História

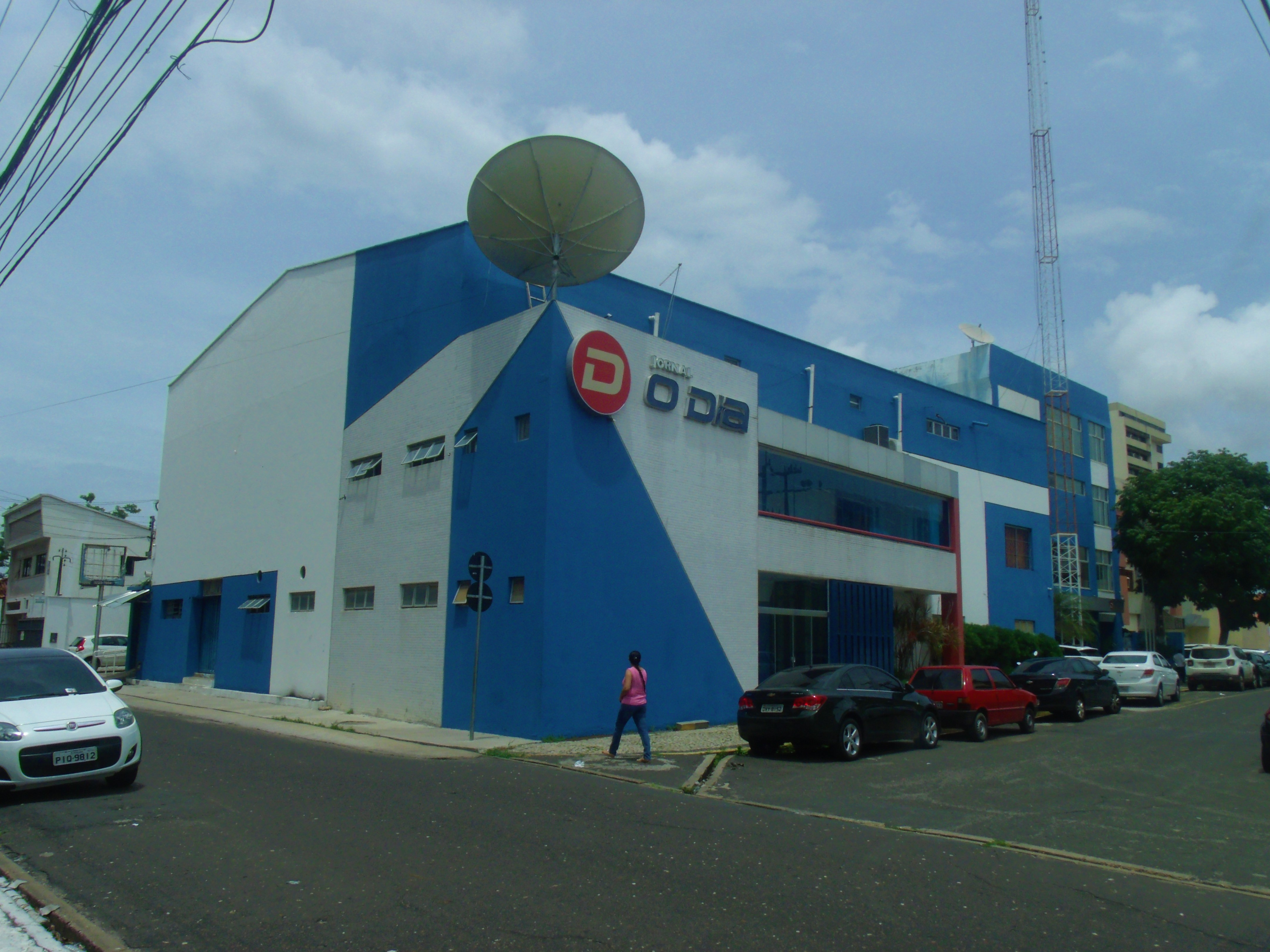
Sede do jornal O Dia

O jornal O Dia foi fundado em 1 de fevereiro de 1951, pelo professor Leão Monteiro, O Dia era inicialmente um jornal semanário, já que na época as máquinas não tinham condições de imprimir uma publicação diária e nem a capital piauiense contava com tantas notícias para um impresso diário.
A partir de 1964, um grande impulso para o crescimento do jornal foi dado quando o empresário Octávio Miranda comprou a empresa. Mas, a crise mundial do petróleo em 1973 abalou as estruturas do jornal. Nesse período houve redução de suas páginas de 32 para apenas 8.
Após a fase ruim, vieram os avanços, novas máquinas com impressão offset foram adquiridas para oferecer maior qualidade. Surgem nesse contexto, as divisões de editorias e chefias na redação, implantadas ainda hoje. Em 1994, o jornal ganhou cores e, em 1996, a internet chega à redação como um meio eficaz para receber fotos e matérias de nacionais e internacionais.
Em 2001, foi lançado o Prêmio Marcas Inesquecíveis que é promovida de dois em dois anos pelo Sistema O Dia de Comunicação.
Em 2004, Jornal O Dia ganhou um novo projeto gráfico, mais moderno e com maior valorização de fotos.

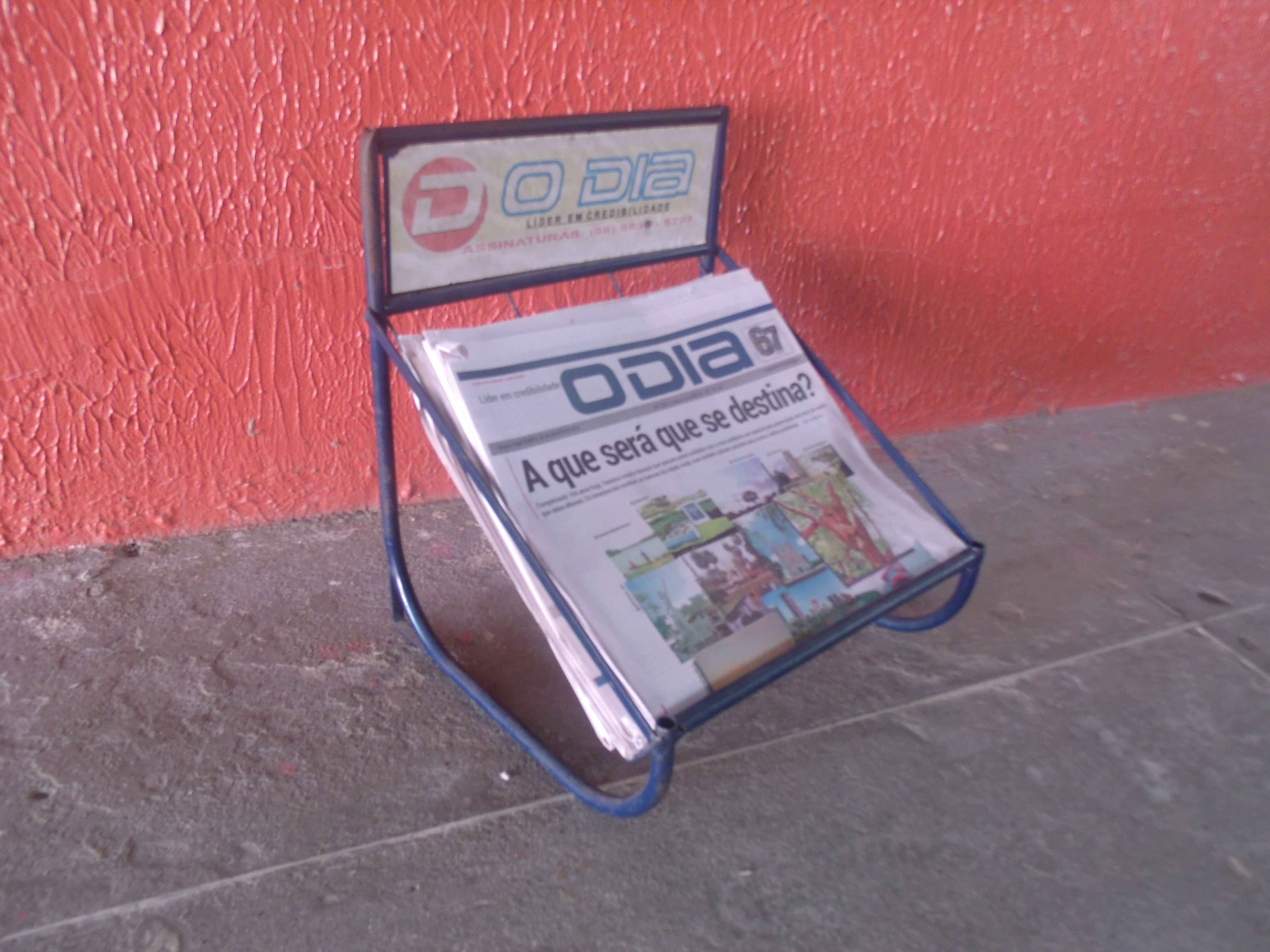
Jornal O Dia sendo comercializado na capital do Piauí

A partir de 2005, o impresso passou a investir bastante em cadernos especiais. Segundo Robson Costa, editor-chefe, o jornal O Dia encontra-se em fase de recuperação. A cada semana novos temas são abordados, como forma de reportagens e entrevistas. O setor comercial explora esses cadernos com venda exagerada de anúncios, que ocupam espaços maiores do que destinados para matérias.

## Cadernos
O Dia disponibiliza diariamente o primeiro caderno, com três páginas dedicadas à editoria de política, uma titulada de geral, uma para opinião, uma de polícia, e outra mundo.
De segunda a sábado, o jornal traz o caderno Dia-a-Dia, que corresponde a notícias corriqueiras e eventos da capital, no domingo este caderno passa a ser chamado de Domingo. Este caderno abriga uma página para municípios, duas para esportes, e uma para colunismo social.  Na segunda-feira as páginas de esportes são publicadas no primeiro caderno, enquanto o segundo caderno sofre redução e fica com quatro páginas.
O terceiro caderno, nomeado de Torquato, é publicado de terça a sábado. Este conta com três páginas destinadas a matérias sobre cultura e uma para coluna social.  O jornal também conta com suplementos, como os cadernos Metrópole, Estilo, e Notícia da TV aos domingos; Economia na segunda-feira. E ainda os dois cadernos de classificados.
O Dia possui ainda colunas diárias no primeiro caderno: na página 02, Roda Viva; página 04, Arimatéia Azevedo; página 05, Boechat; no segundo caderno, páginas 02, Balaio; página 04, Interior; página 07, Um Prego na Chuteira; e página 08, Prisma; no terceiro caderno, página 02, Canal 1.

## Prêmio Marcas Inesquecíveis
O Prêmio Marcas Inesquecíveis é o maior acontecimento empresarial do Estado do Piauí, idôneo e de caráter inovador, que busca incentivar a qualidade da Comunicação e das ações de Marketing de empresas que realmente contribuam para o crescimento do Piauí.
O Marcas Inesquecíveis se baseia na pesquisa pública feita pelo IPOP, onde os consumidores entrevistados dizem a primeira marca que lhes vem a cabeça em uma determinada categoria ou serviço. A empresa que ao final obtiver o maior resultado, é a ganhadora dessa marca tão cobiçada pelos empresários do estado. A metodologia é considerada uma das mais eficientes formas de buscar, no inconsciente da população, o poder envolvente das marcas de maior sucesso.
Vale lembrar que o selo Marcas Inesquecíveis é de propriedade única do Sistema O Dia de Comunicação, só podendo ser utilizado após prévia autorização. A utilização do selo é ancorada pelo ineditismo, considerando que o resultado somente é revelado pelos meios de comunicação parceiros do projeto na noite de premiação das marcas eleitas pelos consumidores.